# Fekete bóbitásantilop
A fekete bóbitásantilop (Cephalophus niger) az emlősök (Mammalia) osztályának párosujjú patások (Artiodactyla) rendjébe, ezen belül a tülkösszarvúak (Bovidae) családjába és a bóbitásantilop-formák (Cephalophinae) alcsaládjába tartozó faj.

## Előfordulása, élőhelye
A faj Nyugat-Afrikában honos antilopfaj. A faj megtalálható  Elefántcsontparton, Ghánában, Guineában, Libériában, Nigériában, Sierra Leonében és Togóban. Jelenlétét nem erősítették meg Beninben vagy Burkina Fasóban. A Niger-folyótól keletre egyáltalán nem fordul elő. Élőhelye az erdős és korábban erdővel borított területek.

## Megjelenése
A fekete bóbitásantilop  erős testfelépítésű antilopfajta, teste hosszú, lábai rövidek, zömökek. Testtömege 9–24 kg közé eshet, átlagosan 15–20 kg. Testhossza 80–100 cm, marmagassága kb. 50 cm.
Mint arra neve is utal, testét fényes fekete, vagy barnásfekete szőrzet borítja. Szőre más bóbitásantilop-fajokéhoz képest hosszabb, bár ezt nehezen észrevehető, mert szőrzete szorosan a testéhez simul. Szőrzete a hasi oldalán némileg világosabb, mint a hátán, első lábai között vöröses-narancsszínű folt is előfordulhat. Farka rövid, közelítőleg 12 cm hosszúságú, a farok felső felén látható fekete szőrzet éles ellentétben áll az alsó rész fehérségével.
Viszonylag hosszú feje fekete színű, homloka és bóbitája vöröses-narancsszínű. Nyakának és állának színe eltér testének feketeségétől, ezen a részen szürkés árnyalatba megy át. Ugyanez a világosszürke árnyalat látható a fülek belsejében, melyek hátulja fekete színű. A faj egyik kutatója, Kingdon szerint orrlyukai „duzzadtak”. 
Az egyenes, hegyes szarvak általában mindkét ivarú egyednél megtalálhatók, bár a bóbita sokszor eltakarja őket. A szarvak hossza 7,5–17,5 cm. A tülkösszarvúakra jellemzően a nőstény szarva sokkal rövidebb, általában 2,5–3 cm.

## Életmódja

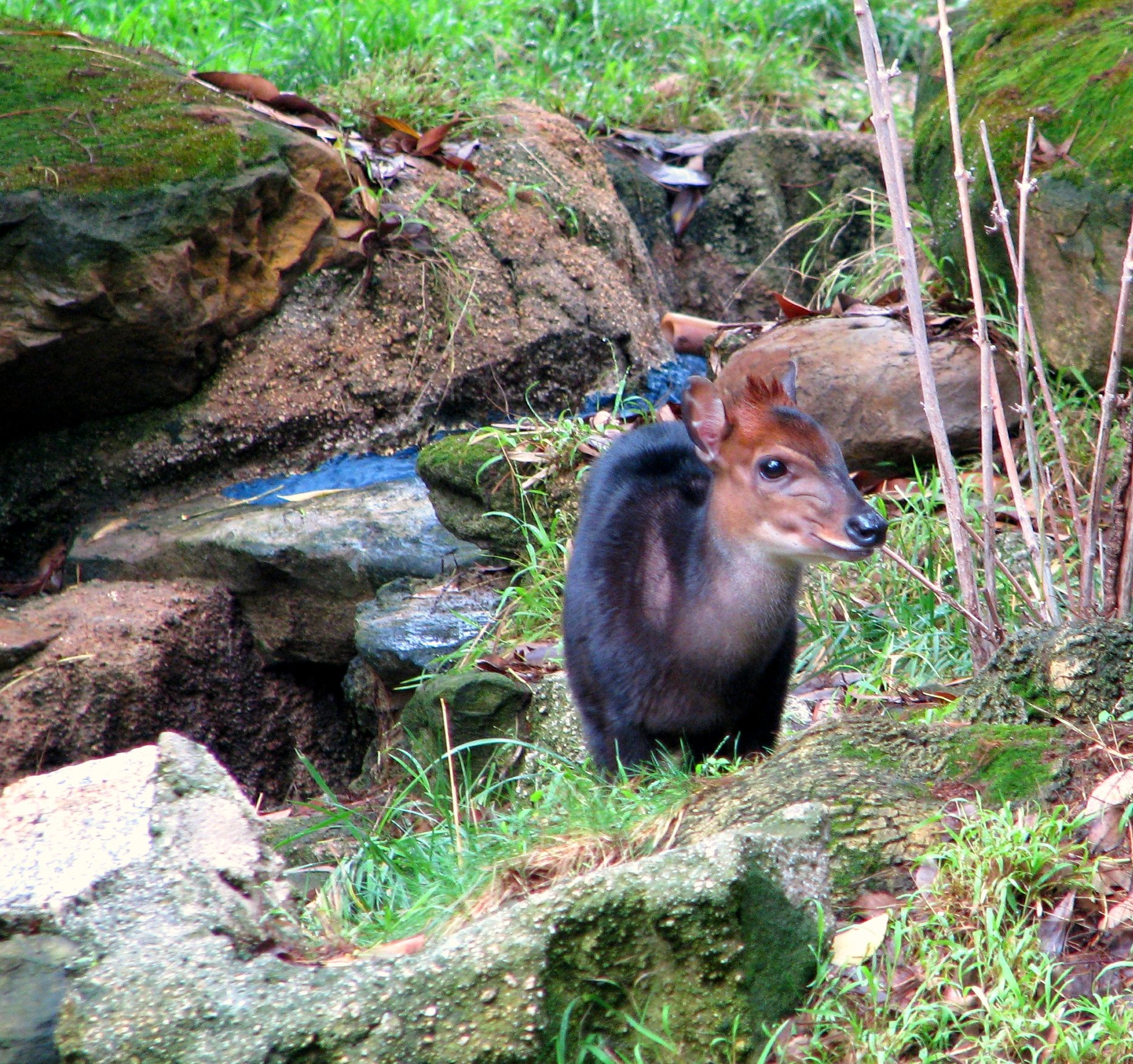

A Cephalophus niger gyakori faj a másodlagos erdőkben. Elterjedési területén belül elsősorban síkvidéki élőhelyeken található meg, bár néhány egyedet megfigyeltek galériaerdőkben, elszigetelt erdőfoltokon és fél-lombhullató erdőkben is. A faj viszonylagos nagy létszámának egyik oka, hogy képes alkalmazkodni a megváltozott körülményekhez, és meg tud telepedni a mezőgazdasági területek közti erdőtöredékeken is.
A fekete bóbitásantilopot csak ritkán lehet megpillantani, viselkedéséről és életmódjáról csak kevés adat áll rendelkezésre. Egyes kutatók szerint (Happold) a faj főként éjszakai életmódot folytat, míg mások szerint (Kingdon, Newing) életmódjuk főleg nappali. A libériai monrovia állatkertjében megfigyelt öt egyed a nappali órák 64%-ában volt aktív, míg az éjszakaiaknak csak 24%-ában. Kingdon szerint a vadon élő egyedek territoriálisak, és magányosan élnek.

### Táplálkozása
A fekete bóbitásantilop lehullott gyümölcsöket és virágokat, valamint leveleket és lágyszárú növényeket fogyaszt. A faj által elfogyasztható gyümölcsöket azok mérete határozza meg, a fogságban tartott egyedek 6 centiméteresnél nagyobb gyümölcsöt nem tudtak szájukba venni.

## Szaporodása
A faj szaporodására vonatkozó információ többsége a fogságban tartott egyedek megfigyelésén alapszik. A vadon élő állatok esetében május hónapban figyeltek meg újszülött egyedeket, mely arra utal, hogy – legalábbis néhány megfigyelt esetben – a száraz évszak végén, vagy az esős évszak elején születhettek. A Gladys Porter Állatkertben 126 napos vemhességi időt tapasztaltak. A Los Angeles-i Állatkertben a születések közt eltelt átlagos idő 7,5 hónap volt.
A kicsinyek tömege születésükkor 1,42–2,18 kg, a különböző ivarú újszülöttek tömege közt gyakorlatilag nincs különbség. Az első 8–10 nap elteltével testtömegük 1,65–3,2 kg-ra nő, egy hónapos korukra legalább születési tömegük kétszeresét érik el, 2,75–4 kg-ot, ekkorra már a hímek nagyobbak a nőstényeknél. Egy esetben egy 1,85 kg-mal született hím 46 napos korára 5,9 kg-ot ért el. Egy 1,7 kg-mal született nőstény 5,5 hónapos korára 15,4 kg lett, míg egy másik (születéskor 1,8 kg) 6 hónaposan 17,25 kg-ot nyomott.
A Los Angeles-t Állatkertben kézzel felnevelt egyedek elválasztása általában 95 napos koruk körül történt meg. A fogságban tartott egyedek több mint 11 évig éltek.

## Természetvédelmi helyzete
A fekete bóbitásantilop nem veszélyeztetett státuszú, populációjának létszámát 100 000 körülire teszik. Egyedsűrűsége elterjedési területének közepén stabil (2/km²), keleti és nyugati szélén viszont csökkenő trendet mutat (0,2/km²).
A faj Elefántcsontpart, Libéria, Ghána és Sierra Leone több védett területen is megtalálható.